# Wilhelm von Roggendorf

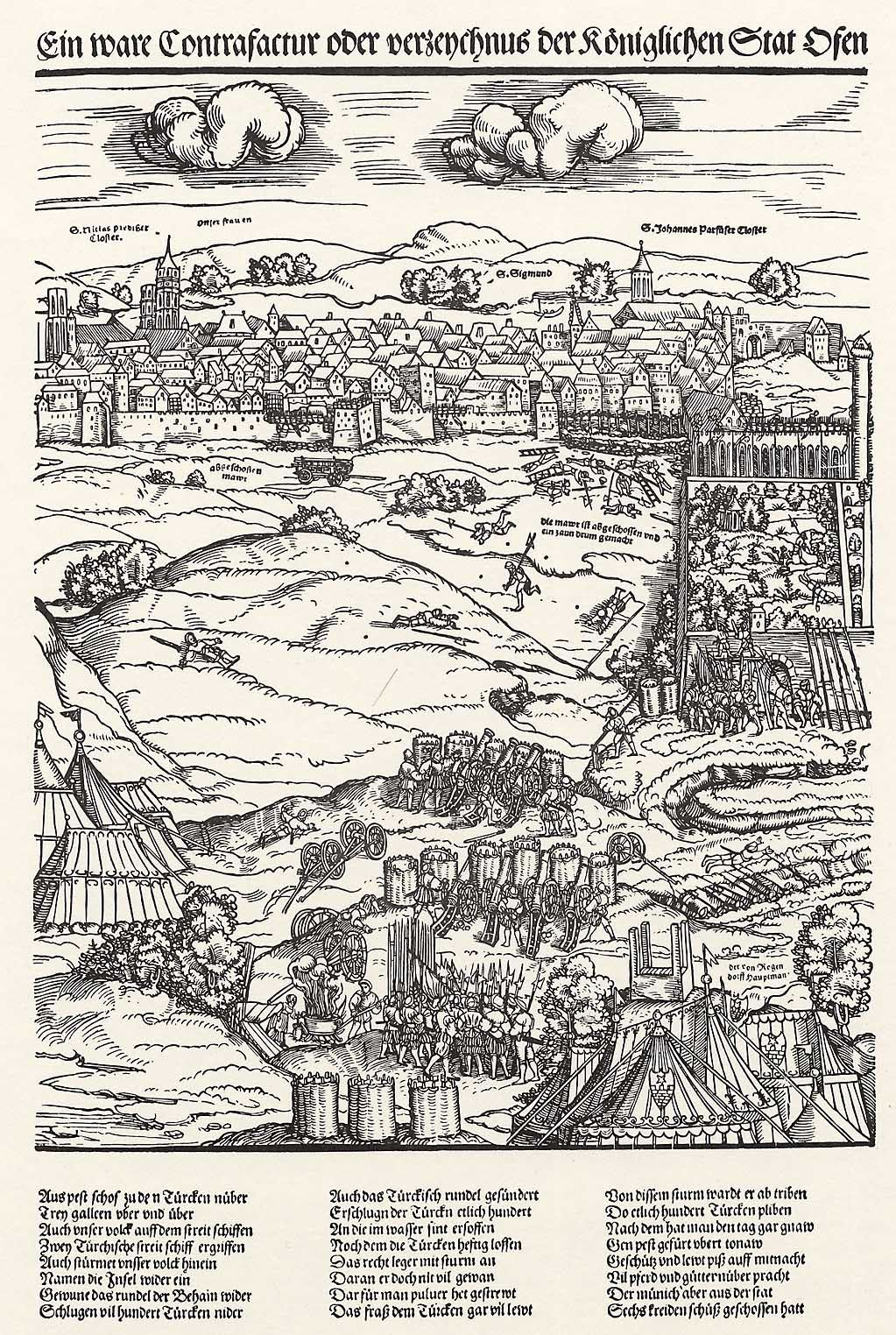
1541-ben Ferdinánd egy nagy hadsereget küldött Roggendorf vezérletével a Magyar Királyság fővárosa ellen

Wilhelm von Roggendorf (német nevén Wilhelm Freiherr von Roggendorf, magyarosan Roggendorf Vilmos) (Roggendorf, 1481. k. – Komárom, 1541. augusztus 25.) alsó-ausztriai születésű osztrák báró, a Habsburg-haderő generálisa, akinek neve közismert a magyar történelemben.

## Élete
Katonai karrierjét V. Károly német-római császár és spanyol király seregében kezdte az 1520-as években. A franciák ellen harcolt Észak-Itáliában és Németországban. 1527-ben részt vett I. Ferdinánd magyarországi hadjáratában. 1529-ben Ferdinánd őt nevezte ki az osztrák-német-cseh csapatok főparancsnokává, amikor I. Szulejmán betört Magyarországra. A törökök elől visszavonult, átengedve az ellenségnek az összes magyar területet. Bécs védelmét is ő irányította, de a császárváros megvédelmezése nem az ő, hanem Idősebb Niklas Salm érdeme.
A szultán visszavonulása után Roggendorf részt vett Nyugat-Magyarország elfoglalásában. 1530-ban Ferdinánd őt küldte Buda elfoglalására, de a vár török védőivel szemben ismét alulmaradt.
Mivel Salm elesett Bécs ostromakor, ezért ő maga tapasztalatok hiányában nem tudott eredményesen harcolni az oszmánokkal. Előrehaladott kora miatt gyakran megbetegedett, ezért sokszor ilyen állapotban kellett harcolnia.
1532-ben a Bécs alatt gyülekező hatalmas birodalmi sereg egyik alvezéreként az osztrák és cseh csapatokat felügyelte. Mivel Szulejmán várt támadása elmaradt, a hadsereg is feloszlott, s Roggendorf is dolgavégezetlenül távozhatott.
A következő években is csak eredménytelen harcokat folytatott Szapolyai és a törökök ellen, majd otthagyta hadsereget és Ausztria főhercegének udvarában lett udvarmester.
1541-ben Ferdinánd végképp eltökélte, hogy megszerzi Budát, ezért egy nagy hadsereget küldött Roggendorf vezérletével. A várat csekély létszámú magyar katonaság védte, de Török Bálint és Fráter György vezetésével a védelem kitartott és az elhúzódó ostrom miatt Roggendorf csapatai demoralizálódni kezdtek. A parancsnok rövidesen hírét vette, hogy Szulejmán nagy felmentő sereggel jön ellene, azonnal elrendelte a visszavonulást. Ezt a törökök és a várbeliek is megneszelték, s rajtaütöttek Roggendorf csapatain. Nemsokára a szultán teljes serege is rátámadt a visszavonuló osztrákokra. A Habsburg-sereg csaknem teljes szétverésével végződő csatában a generális is halálosan megsebesült egy puskagolyótól. Komáromba vitték, de már nem gyógyult fel. A vereség és a trauma következtében néhány nap múlva meghalt.

## Emlékezete
- Carrarai márványból faragott életnagyságú szobrát felállították a Hadvezérek csarnokában, a bécsi Hadtörténeti Múzeumban.
- A Heldenberg emlékhelyen (Gedenkstätte Heldenberg), ahol az osztrák hadtörténelem híres hadvezéreinek emlékművei állnak, Roggendorf szobra a Hősök sétányán (Heldenallee) látható, Zrínyi Miklós szigeti hős szobra mellett.